# 丘鹬
丘鹬（学名：Scolopax rusticola）又名丘鷸，为鹬科丘鷸屬的鸟类，是一種中小型涉禽，分布於溫帶和亞北極的歐亞大陸。该物种的模式产地在瑞典。牠具有適合林地棲地的隱蔽偽裝，背部呈紅棕色，腹部為淡黃色。牠的眼睛位於頭部的後方，能夠提供360度的視野，並使用長而敏感的喙在地面上探尋食物，因此在地面結冰時，牠容易受到寒冷天氣的影響。
在春天的黃昏時，雄鳥會進行一種稱為「棒狀飛行」的求偶飛行。普遍認為雌鳥有時會在飛行時用腿夾著幼鳥，但這種說法僅為軼事，沒有實證。全球估計有1400萬到1600萬隻山鷸。
在中国，分布于新疆、内蒙古、黑龙江、甘肃、四川、云南、西藏、南至海南等地。该物种的模式产地在瑞典。

## 分類

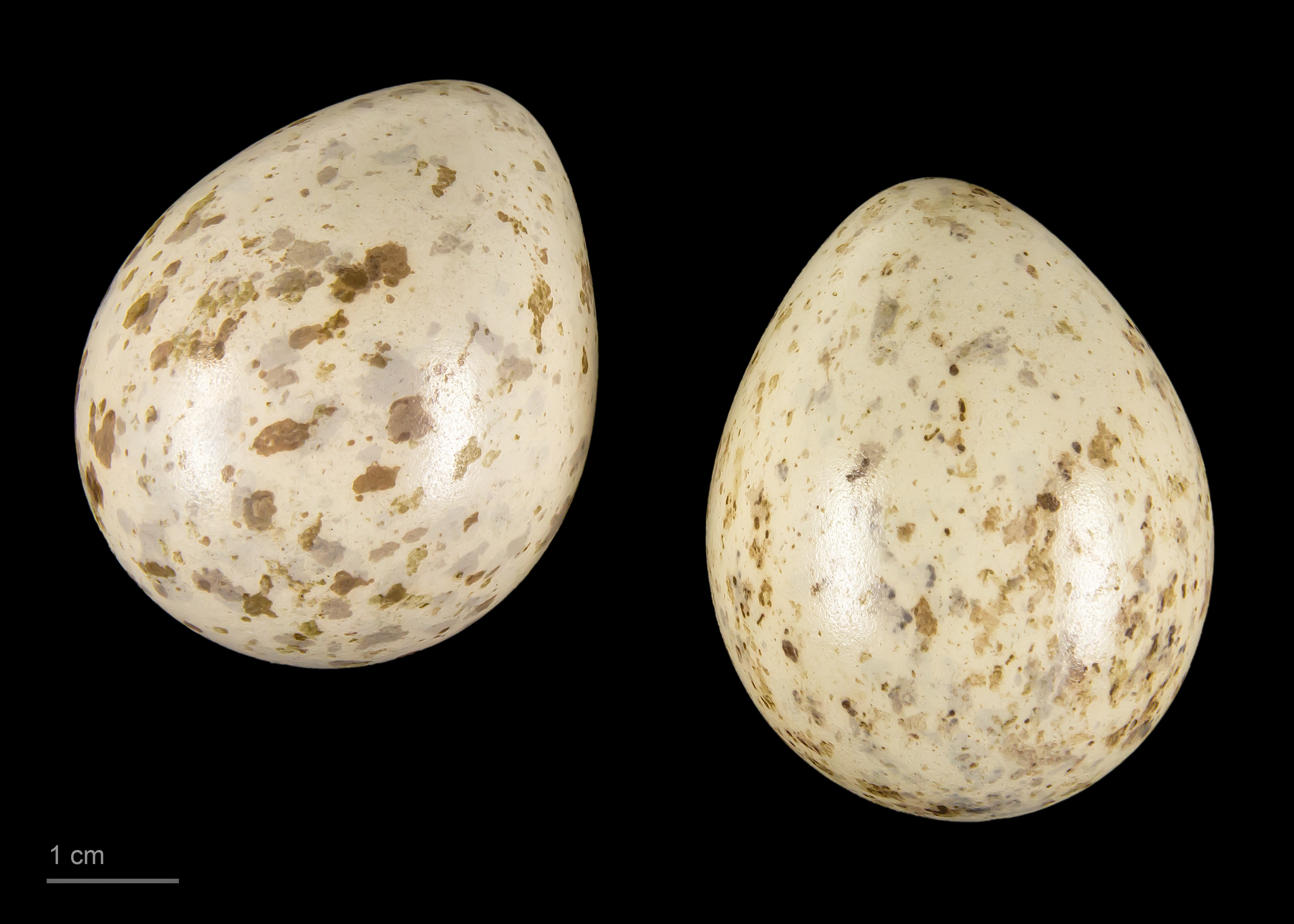
卵 Scolopax rusticola rusticola

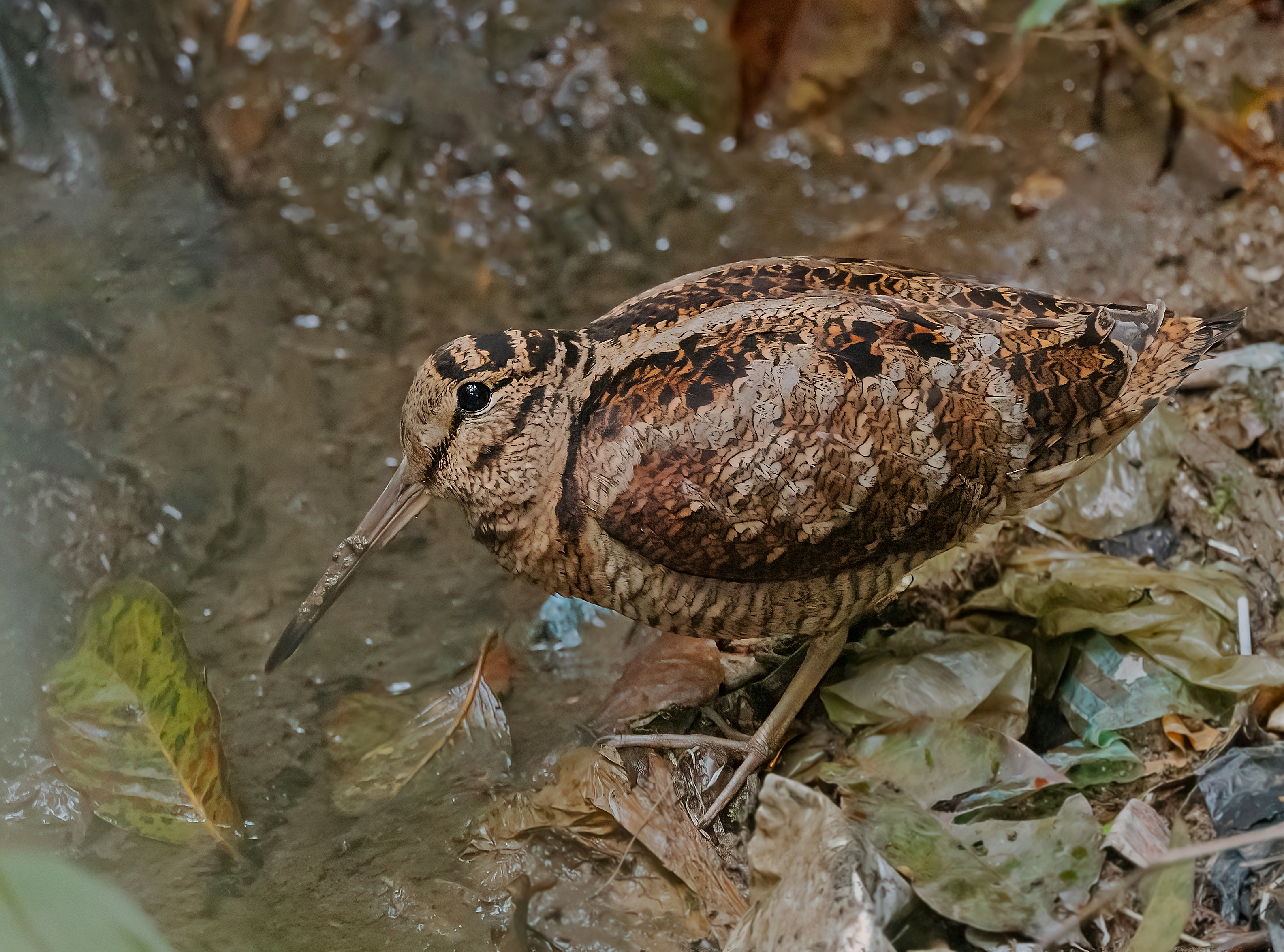
山鷸, Mangpoo, 大吉嶺, 西孟加拉邦

山鷸由瑞典博物學家卡爾·林奈於1758年在他的自然系統的自然系統第十版中首次正式描述，並使用目前的雙名Scolopax rusticola。屬名是拉丁語中指鷸或山鷸的詞。種小名rusticola來自拉丁語，是老普林尼和馬爾庫斯·瓦萊里烏斯·馬提亞利斯提到的一種鳥類的名稱，可能是一種松雞。該物種為單型種：沒有亞種被認可。牠的最近親是同屬的其他丘鷸屬（Scolopax）山鷸。 

## 描述
成鳥體長約為33—38 cm（13—15英寸），包含6—8 cm（2.4—3.1英寸）長的直喙，翼展約為55—65 cm（22—26英寸）。山鷸具有適合其林地棲地的隱蔽偽裝，背部呈複雜的紅棕色圖案，腹部為淡黃色。頭部有黑色橫紋，不像其近親鷸一樣有條紋。牠的眼睛位於頭部的兩側較高處，能提供360度的單眼視覺。
牠的翅膀呈圓形，喙的基部為肉色，尖端為深色。腿的顏色從灰色到略帶粉紅色不等。此物種具有兩性異形，雄性比雌性大得多，不過在野外無法區分性別。

## 分布與棲地
全球約三分之一的山鷸在歐洲繁殖，其中超過90%的歐洲種群在俄羅斯和芬諾斯堪底亞地區繁殖。牠們的繁殖範圍從芬諾斯堪底亞延伸至地中海和加那利群島，從西歐到俄羅斯。位於亞速爾群島的種群與歐洲大陸隔離，導致基因上有細微差異。
這種山鷸在溫帶和亞北極的歐亞大陸大部分地區均有分布。北部和亞洲的種群會遷徙到南歐或印度次大陸。在氣候較溫和的西歐國家和大西洋島嶼上的鳥類則不遷徙。在西北歐和南歐繁殖的種群大多為定居性。鳥類的春季遷徙於2月開始，繁殖地於3月至5月間到達。山鷸的春季遷徙受天氣條件影響，但這對牠們之後的繁殖成功率並無顯著影響。

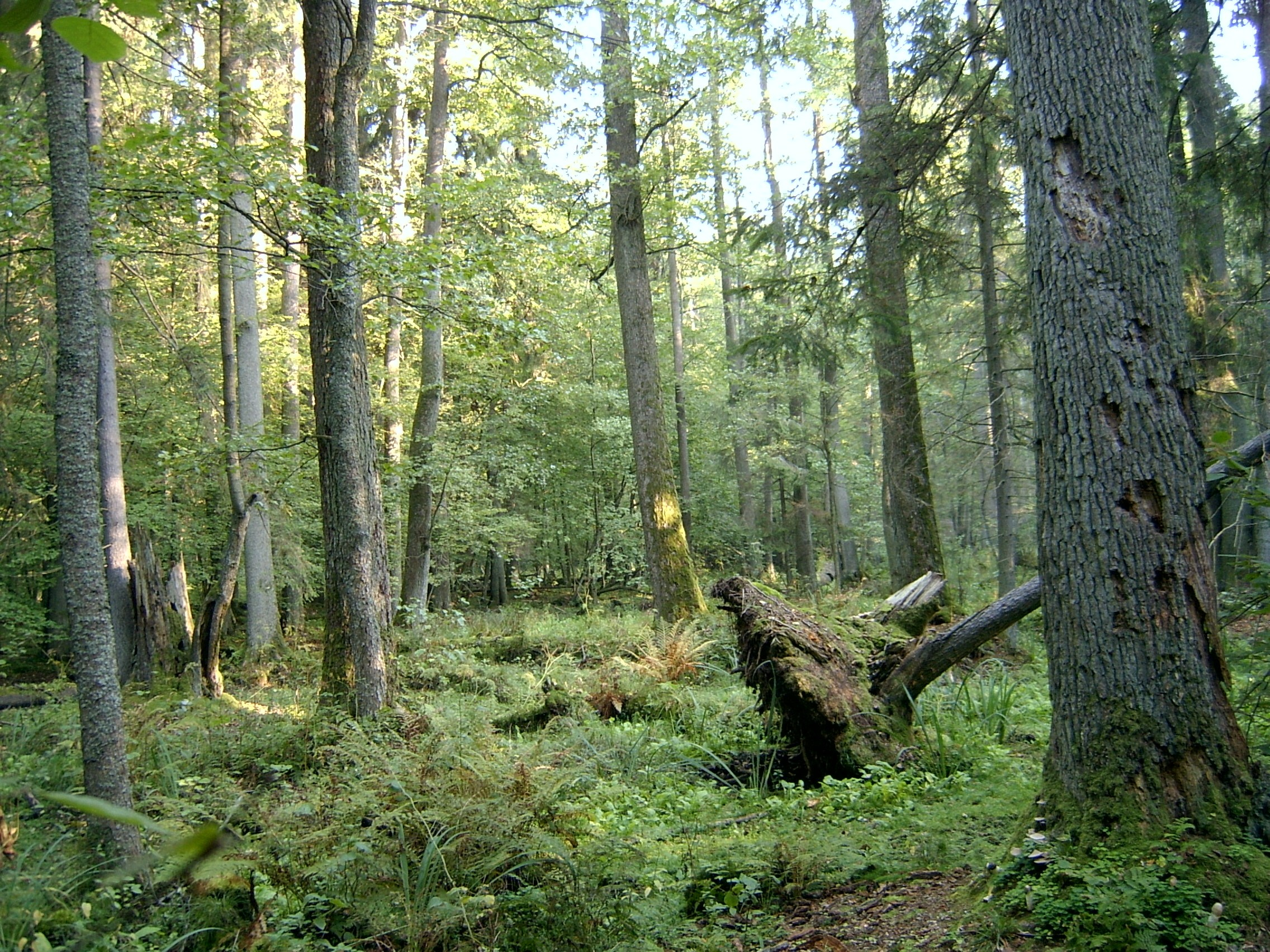
棲息地：比亞沃維耶扎國家公園, 波蘭

山鷸的分布範圍廣泛，全球估計的分布範圍達1000萬平方公里，估計種群數量為1500萬到1600萬隻。由於其分布範圍廣泛，種群趨勢穩定且數量龐大，該物種被評估為無危物種。在其繁殖範圍內，種群面臨的最大威脅是其林地棲地的進一步碎片化。在其他季節，永久草地的減少以及農業強度的增加也是威脅因素，此外，該物種對禽流感的易感性可能在未來造成影響。
山鷸的繁殖棲地要求大面積、未受破壞的闊葉或混合闊葉與針葉林，且有如黑莓、冬青、榛樹、金雀花、蕨或越橘等植物的濃密灌木叢。在小範圍內，山鷸似乎更喜歡包含樺樹的林地，且在以山毛櫸為主的林地中出現的可能性較小。牠們也偏好遠離城市區域的林地。繁殖地區必須包括乾燥、溫暖的休息地、潮濕的覓食區和供飛行的空地。在較大的林地中，寬敞的「騎馬道」（林間的開放小路）和小空地非常重要。冬季時，山鷸白天也會利用灌木叢，但在嚴寒天氣時，牠們可能會利用潮間帶泥灘。

## 行為
山鷸是曙暮性動物（在黎明和黃昏時最活躍），除非受到驚擾，否則白天很少活動，此時牠們會伴隨著翅膀發出的呼呼聲飛走。牠們的飛行有點像貓頭鷹或蝙蝠；在遷徙或穿越開闊地區時，山鷸飛行速度快且直線，但在林地中則飛行不規則，伴隨著扭曲和拍動。在地上行走的時候，牠們每踏出一步就會短暫停頓，身體向前後擺動，像在跳舞一樣。牠們常是獨居的，單獨遷徙，但在天氣或地理條件迫使下，可能會聚集在一起。這種鳥類會被黑水雞跳蚤Dasypsyllus gallinulae寄生。.

### 繁殖

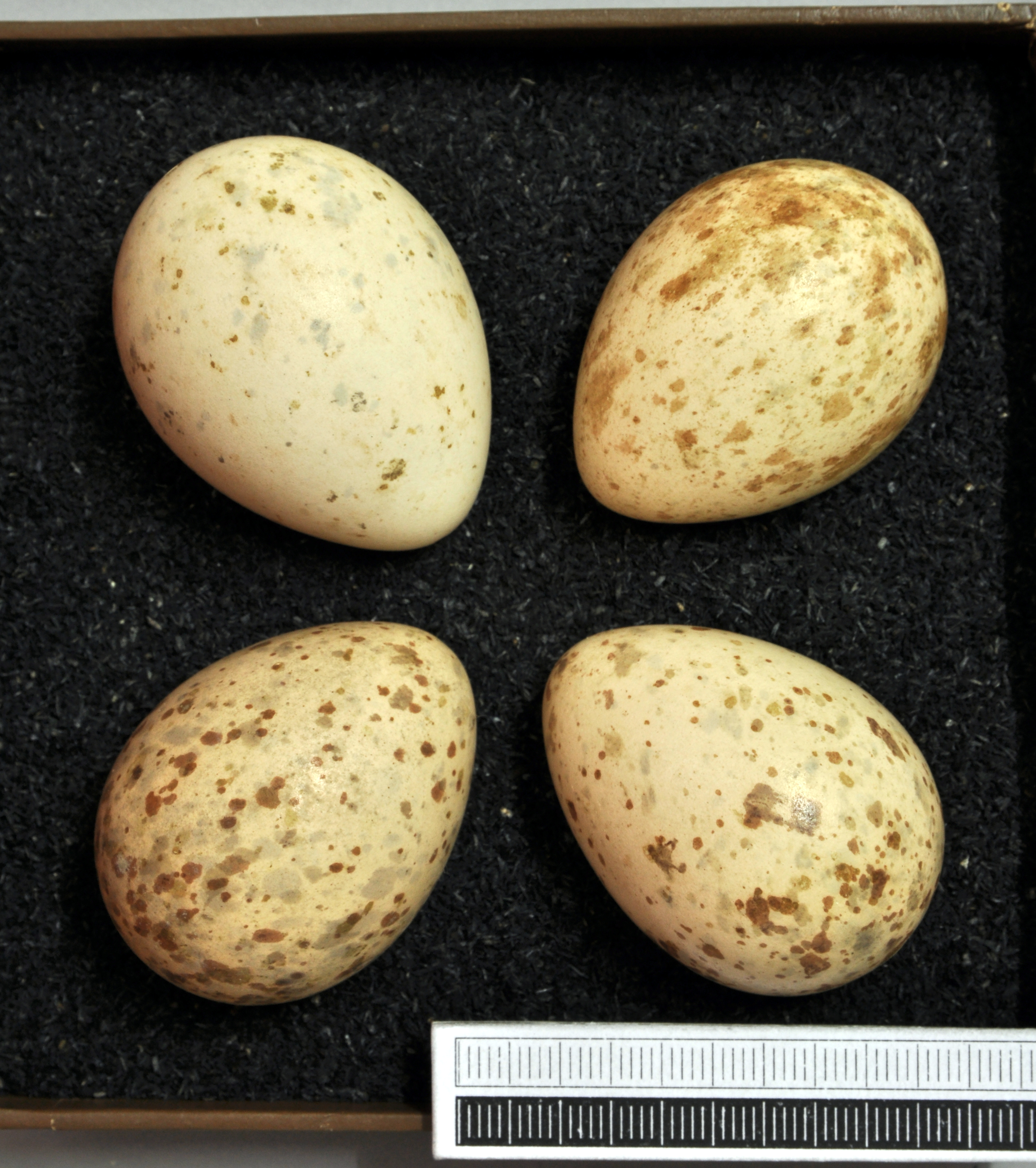
蛋, 收藏於威斯巴登博物館

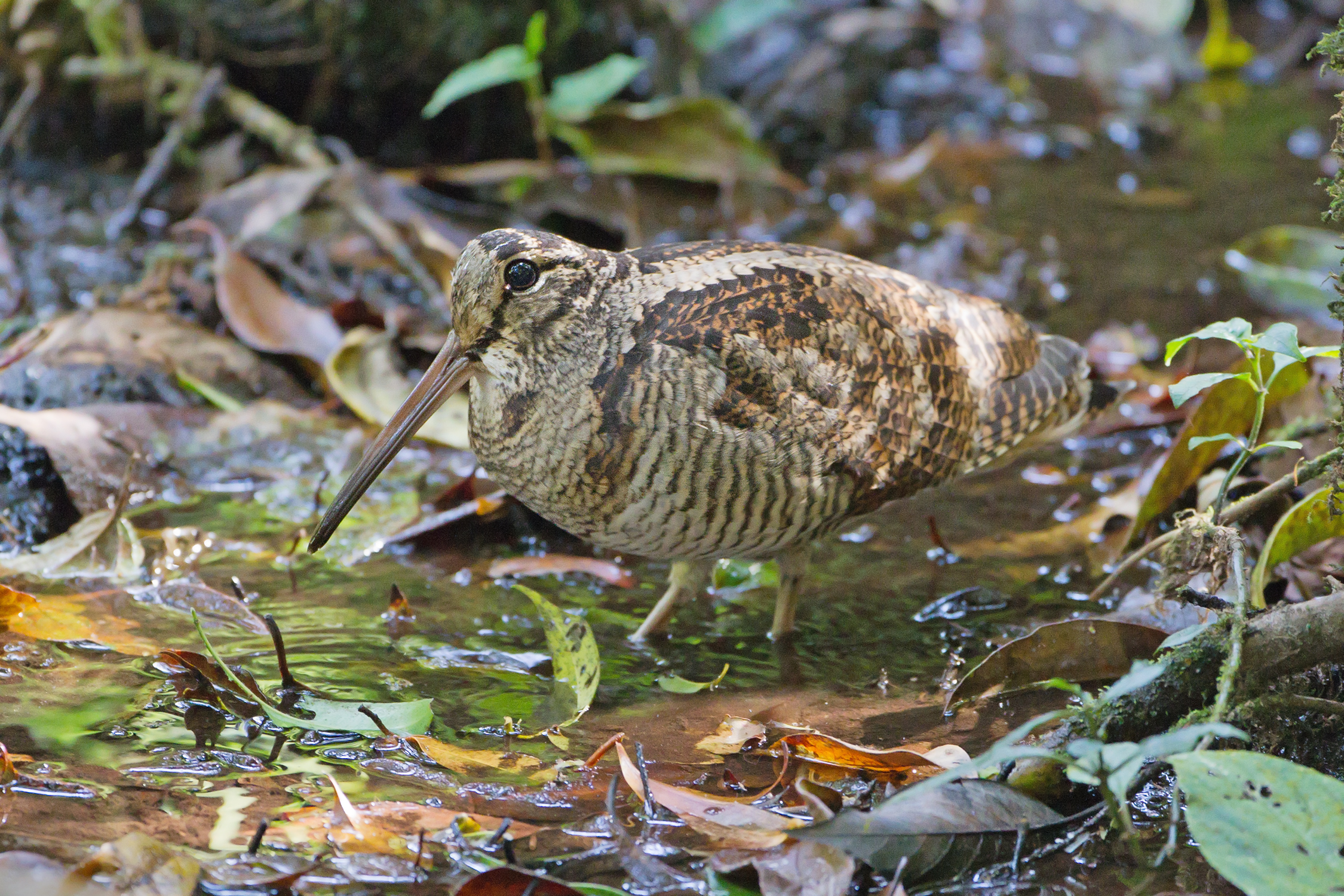
山鷸 於 茵他儂國家公園、清邁、泰國

雄鳥在4月至6月間於黃昏時進行稱為「棒狀飛行」的求偶展示飛行。在求偶展示飛行中會發出求偶叫聲：orr, orr, orr, pist.一項對雄性山鷸聲音的聲譜圖研究顯示，95%的叫聲可以正確辨認出個體鳥類，並得出結論，計算棒狀飛行的雄鳥數量是一種監測種群的合適方法。現在，棒狀飛行調查已被用於包括英國、瑞士、法國和俄羅斯在內的多個國家的種群估算。
山鷸在林地或高大的石南花草叢中於地面築巢。巢是一個襯有植被的杯狀巢或是一個襯有枯葉和其他植物材料的淺凹。雌鳥每窩產下1至2枚帶有淺褐色和灰色斑點的白色或奶油色蛋；一旦蛋全部產下，雌鳥將進行21到24天的孵化。蛋的大小為44 mm × 34 mm（1.7英寸 × 1.3英寸），重26.5 g（7⁄8 oz），其中5%為蛋殼的重量。幼鳥孵化後馬上離巢，並在15至20天後羽翼豐滿，雖然牠們在10天後就能飛行短距離。當受到威脅時，母鳥可以在飛行時用腿、身體和尾巴之間、或者用爪子或背部夾著小鳥飛行，但這種行為很少被目擊。

### 食物與覓食
山鷸通常在叢林的軟土中覓食，通常隱藏得很好。牠們主要以蚯蚓為食，也吃昆蟲及其幼蟲、淡水軟體動物和一些植物種子。由於牠們依賴於在地面探尋食物，因此在地面持續結冰的寒冷冬季中，牠們特別脆弱。在1962-63年寒冷的英國冬季中，有人發現饑餓的山鷸在城市地區覓食，甚至被迫吃鳥類飼料。
夜行性覓食通常在無霜的牧場或長期輪作的草地中進行；距離林地1 km（0.62 mi）內的田地是牠們的首選，以便在白天棲息。山鷸在以耕地為主的地區的密度很低。在法國布列塔尼進行的一項為期三年的科學研究中，對65隻裝有無線電標籤的山鷸及其棲地偏好進行了監測。白天，鳥類選擇森林中含有大量蚯蚓的腐殖質區域，這些區域還有濃密的灌木叢層以提供保護，並且發現含有灌木和樹木的樹籬也很重要。晚上，山鷸選擇牧場，這些牧場的蚯蚓生物量是耕地的五倍。

## 與人類的關係

### 狩獵
在許多國家，山鷸作為獵物被狩獵，牠們的體型、速度和飛行模式使得射擊牠們非常具有挑戰性。任何射擊目擊到的「連擊」——即連續兩次槍擊中擊殺兩隻山鷸，之間沒有放下槍或重新裝彈——的人都可以加入射擊時代山鷸俱樂部。
在1821年，威廉·賓利描述了一種曾在英格蘭北部使用的捕捉山鷸的方法：「在月光明亮的夜晚，在牠們常出現的公共草地上，沿著長長的平行石頭或木棍，堆砌起四五英寸高的行列。在這些行列中，留有幾個間隔或閘口，陷阱就放在這些閘口裡。當鳥類在尋找食物時來到這些行列時，牠們通常不會越過行列，而是沿著邊緣走，直到到達閘口，然後進入閘口並被捕獲。」
狩獵對這個物種的歐洲繁殖種群的影響「知之甚少」。在法國布列塔尼進行的一項研究探討了影響山鷸越冬種群的因素。研究監測了98隻裝有無線電標籤的鳥類在狩獵區和毗鄰的禁獵保護區的死亡率和生存率。科學家發現，成鳥的生存率為0.86，幼鳥為0.67，隨著鳥類在保護區內停留的時間增加，生存率也有所提高。使用矩陣種群模型進行分析，結果得出結論：「如此低的生存概率無法維持長期可行的種群。這些結果呼籲在法國西部越冬的山鷸種群的收穫應謹慎，這可能預示著種群的下降。」
在英國，正在進行調查以增進對繁殖山鷸數量和其棲地結構的了解。還對在英國被射擊的山鷸羽毛進行同位素分析，以確定鳥類的來源。

### 美食
山鷸被認為在10月至12月間是最佳的烹飪食材。在射擊後，這些鳥會被掛起4至8天以軟化肉質；這種肉可以作為開胃菜、鹹味菜或早餐食用。一隻鳥可供一人食用。在烹飪前不會去除內臟；頭部去皮並去除眼睛後仍保留，喙用於固定鳥身。
在《比頓夫人的家政管理書》中有一道烤山鷸的食譜，但儘管名稱如此，維多利亞時代的一道名為蘇格蘭山鷸的菜餚其實是炒蛋配吐司和鳳尾魚。
賓利寫道（在英國）「很少有鳥類像這些一樣如此受餐桌上的推崇」，儘管他還報告說，山鷸肉在瑞典或挪威並不被食用，因為人們認為它不健康，但山鷸蛋在斯德哥爾摩和哥德堡卻被大量採集和出售。在尼古拉斯·弗里林的廚房書（Kitchen Book）中，他敘述了吉卜林的Sea Constables中描述的奢華晚宴，這場宴會以山鷸作為鹹味菜，並解釋說「山鷸沒有膽囊，因此不會被清理...乳脂狀的內臟部分會塗在吐司上...沒有哪位愛德華時代的紳士會抵擋這道菜一分鐘。」

### 民間傳說與文化
在英國，人們認為秋季候鳥山鷸早到意味著豐收，特別是如果牠們留到春天。人們曾經認為山鷸在牠們不被看見的幾個月裡會飛到月亮上。11月的第一次滿月，當大量山鷸抵達英國海岸時，有時被稱為「山鷸月」。
里尼和威爾遜寫道，英國姓氏「Woodcock」作為鳥的綽號，意指「傻瓜、簡單或易受騙的人」。
在威廉·莎士比亞的戲劇《愛的徒勞》中，伯龍形容自己和他的朋友們是「一盤裡的四隻山鷸」，當他們發現自己都墜入愛河時，儘管他們曾發誓不會這樣做。一個關於戴菊的古老民間名稱是「山鷸領航員」，因為錯誤地認為這些鶯科鳥類會搭乘在遷徙的山鷸羽毛上。在Hamlet中，波洛尼厄斯稱哈姆雷特的誓言為「捕捉山鷸的圈套」。
歐亞山鷸的「針羽」（外側主羽的覆羽）可以用作微型畫的精細畫筆，或作為移動微小物件（例如塵埃顆粒）的精細工具。作為繪畫工具，這種羽毛被描述為「遠非理想工具，儲存的顏料很少，抗水性強，並且尖端磨損得很快。」歐亞山鷸還曾出現在多國的郵票上。
山鷸作為象徵元素出現在作家塔里埃·韋薩斯的小說The Birds中。
中國成語故事「鷸蚌相爭，漁翁得利  」中的「鷸」，就是山鷸鳥。